# Сабине Венигер
Сабине Венигер (на немски: Sabine Weniger) е германска певица, вокалистка на дет метъл групата Deadlock.

## Сабине и Deadlock
Първата среща на Сабине и Deadlock е по време на записите на албума „The Arrival“. Групата търси музикант, който да изпълни клавишните фрагменти в част от песните им и наема Сабине. Впоследствие членовете на Deadlock забелязват вокалните ѝ способности и я канят постоянно като гост-музикант в периода 2002-2006 г. В края на 2006 г. Венигер става пълноправен член на Deadlock и участва в съставянето на музиката към албума Wolves. Нейно дело са изпълненията на пиано и част от тези на кийборд, както и съставянето на оркестровите фрагменти съвместно с китариста Себащиан Райхел.